# Hub and spoke

Struttura hub and spoke di rotte aeree.

L'hub and spoke è un modello di sviluppo della rete delle compagnie aeree costituito da uno scalo dove si concentra la maggior parte dei voli. Solitamente questo scalo è anche la base (o una delle basi) di armamento della linea aerea. Alcuni esempi europei sono Roma-Fiumicino per ITA Airways, London-Heathrow per British Airways, Paris-Charles de Gaulle per Air France, Frankfurt am Main per Lufthansa, Madrid-Barajas per Iberia, Amsterdam-Schiphol per KLM.

## Etimologia
Il termine hub and spoke proviene dalla lingua inglese ed è stato creato per analogia con la ruota della bicicletta: hub significa mozzo, mentre spoke significa raggio. L'analogia riguarda perciò un sistema strutturato con una parte centrale e numerose parti periferiche collegate ad essa.

## Storia e descrizione del termine
Il modello hub and spoke si è sviluppato negli USA in seguito alla deregulation nell'aviazione civile commerciale. L'introduzione delle regole del libero mercato, e la possibilità di definire arbitrariamente il prezzo del biglietto, avevano reso necessaria una revisione dell'architettura dei trasporti aerei, sia passeggeri che cargo. Concentrando i collegamenti su un hub, il risultato è una capacità di fornire più frequenze tra due aeroporti spoke, il cui flusso di traffico, invece di risolversi con voli diretti, viene convogliato sull'hub.
Ad esempio, a parità di flusso di traffico tra due aeroporti spoke (Catania e Venezia ad esempio), il convogliare traffico su un hub (come può essere Roma ad esempio) permette, a parità di flusso, di realizzare più collegamenti in uno stesso periodo di tempo (più frequenze giornaliere).
Ciò è possibile a causa del fatto che, per uno spoke, il convogliare tutti i flussi verso gli altri spoke sullo hub si traduce in un incremento del flusso (definito come numero di passeggeri trasportati nell'unità di tempo) spoke-hub. In una rete hub and spoke si ha un flusso che giustifica più voli al giorno, e quindi più flessibilità per i passeggeri, a scapito però del tempo di viaggio che risulta maggiore a causa dello stop-over nell'hub.
Si può facilmente capire come il successo di una rete hub and spoke dipenda quindi da fattori quali il numero di spoke collegati, la facilità di spostamento all'interno dell'aeroporto hub, la "centralità" dell'aeroporto hub rispetto al network servito.
Come esempi di aeroporti ottimizzati si possono citare: Amsterdam (singolo terminal), Monaco ("centrale" in Europa) o ancora Roma ("centrale" in Italia).
Si noti come lo sviluppo di una rete hub and spoke permetta di collegare alla rete (quindi realizzare collegamenti con tutti gli spoke passando per l'hub) aeroporti che altrimenti non sarebbero collegabili direttamente a causa di flusso di traffico insufficiente e la conseguente non economicità nel collegamento diretto.
Ad esempio, se il flusso di traffico da Catania a Monaco è di 50 passeggeri al giorno, potrebbe risultare non economico aprire una linea diretta (l'aereo di tale capacità potrebbe non essere disponibile, o i costi fissi potrebbero non essere ammortizzabili). Ma se si realizza il collegamento passando sull'hub di Roma, ecco che diventa giustificabile, dato che sulle linee Catania-Roma e Roma-Monaco vengono trasportati anche passeggeri diretti su altri spoke della rete (ed. Venezia, Milano, Torino, ecc).
Ciò si traduce non solo nella possibilità di realizzare il collegamento ma anche di avere più scelta di voli durante la giornata, esempio: 8 frequenze Catania-Roma e 2 Roma-Monaco, quindi 2 frequenze Catania-Monaco grazie all'amplificazione di traffico realizzata dall'hub.
Lo svantaggio, come detto, è dovuto al tempo totale di volo e al fatto di dover effettuare uno scalo intermedio (stopover).

## Tendenze recenti
Recentemente si va delineando una tendenza, specialmente tra le compagnie aeree a basso costo, nello sviluppo di network point to point, tra aeroporti secondari. Tuttavia, lo sviluppo di questo tipo di network è legato allo sviluppo del mercato low cost nel trasporto aereo, per cui vanno fatte distinzioni quando si comparano i due modelli, che oggi sono usati da linee aeree che si rivolgono a mercati diversi (le linee aeree tradizionali hanno quasi tutte un modello hub and spoke mentre le low cost prediligono un modello point to point).
Inoltre è errato associare la strategia point to point al low cost. Ad esempio, nello sviluppo delle linee aeree a basso costo europee (EasyJet e Ryanair in primis) si nota come al crescere dei collegamenti point to point, si rende necessaria la creazione di "basi" logistiche. È forse giusto dire che le low cost prediligono un modello di network point-to-point basato su hub medio-piccoli multipli. Ad esempio per EasyJet, alla data di novembre 2005, Londra Luton, Londra Gatwick, Milano-Malpensa e Ginevra. Per Ryanair, Pisa-Galileo Galilei, Roma-Ciampino, Alghero, Londra Stansted, Frankfurt Hahn (per citarne solo alcuni).
Ciò che contraddistingue una rete point to point pura o basata su hub multipli è l'assenza di interlining, la cui presenza è invece caratteristica fondamentale nelle reti hub and spoke in quanto permette il transito del passeggero senza necessità di effettuare un nuovo check-in del passeggero e del bagaglio. L'interlining è uno dei fattori essenziali al successo di una rete hub and spoke in quanto, in assenza di interlining, i tempi di transito si allungano e la maggiore complessità nella coincidenza potrebbe risultare non vantaggiosa.
Ancora diverso è un recente trend di sviluppo di linee point to point intercontinentali realizzati con nuovi aerei efficienti a media capacità e medio-lungo raggio (Boeing 767, Boeing 777, Airbus A330, Airbus A340 e i nuovi Boeing 787 e Airbus A350).
Il futuro del traffico aereo si svilupperà probabilmente secondo queste linee guida. Da una parte un incremento di traffico hub and spoke tra hub di linee aeree alleate (esempio Francoforte-Singapore-Chicago-Bangkok-Tokyo per Star Alliance) con aerei a grande capacità come l'Airbus A380 e il Boeing 747-8, da un'altra parte sta lo sviluppo di collegamenti diretti tra città con rilevanti flussi di traffico tali da giustificarli grazie a nuovi aerei economici come il Boeing 777, l'Airbus A350, il Boeing 787 (ad esempio Perth-Nagoya o Perth-Dubai o Roma-Bombay).
A livello regionale, lo sviluppo di aerolinee low cost che useranno generalmente un modello point-to-point e apriranno e chiuderanno rotte in maniera molto dinamica e flessibile basate su hub regionali multipli (es. Roma Ciampino, Londra Stansted, Ginevra, Francoforte Hahn). E sempre a livello regionale, linee aeree regional alleate con le majors che forniranno traffico e alimenteranno gli hub delle majors (feeders).